# Remolcador espacial

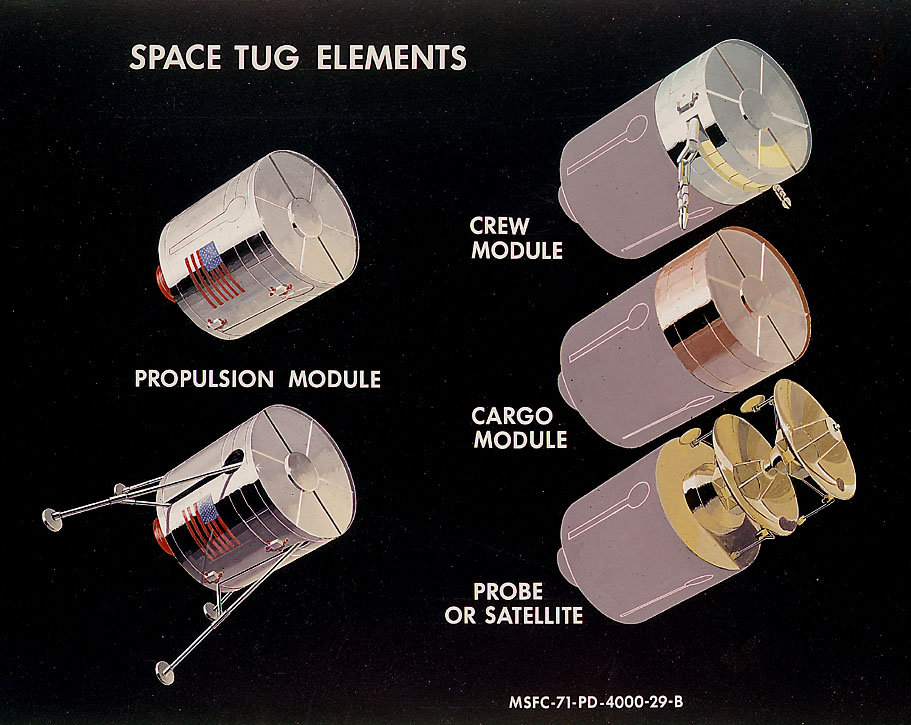
Visió de la NASA de 1969 del Remolcador Espacial, reutilitzable i modular (cancel·lat)

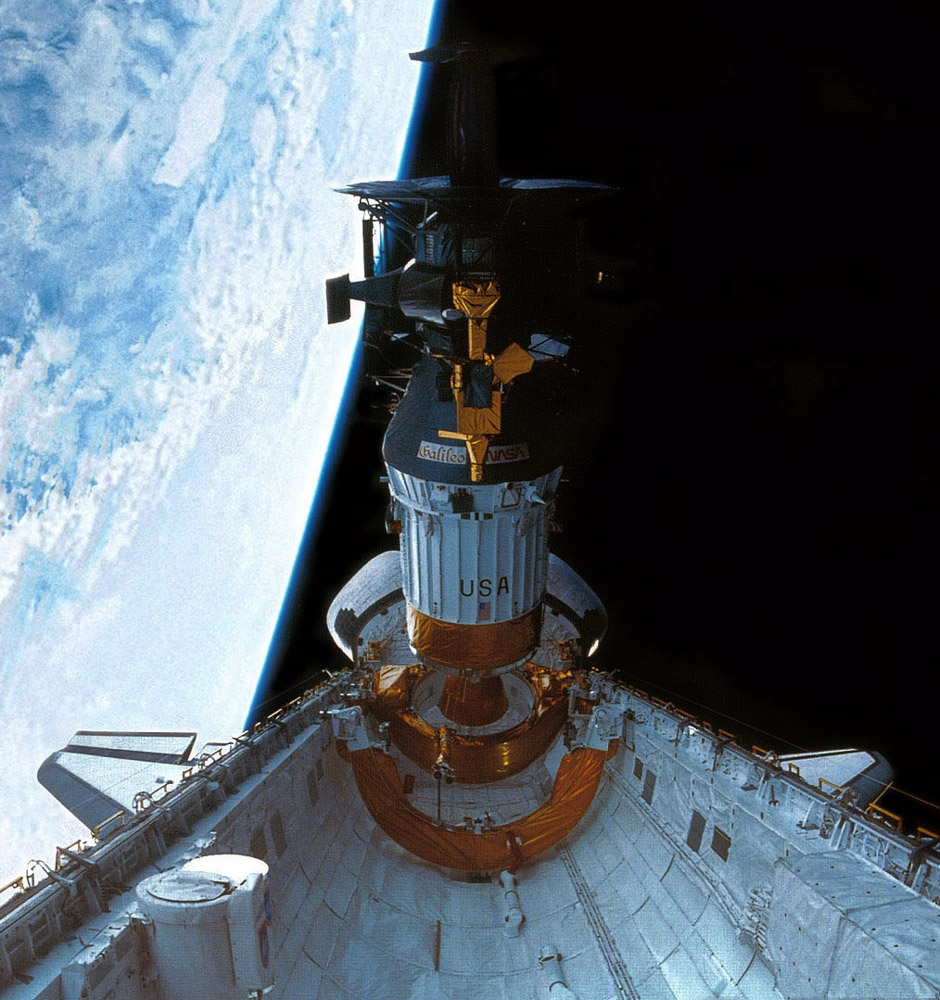
La nau espacial Galileo amb destinació a Júpiter i la seva etapa superior inercial (IUS) connectada es despleguen després de ser llançades pel transbordador espacial Atlantis durant la missió STS-34. L'IUS era una càrrega útil opcional per a les missions en què el transbordador espacial s'utilitzava per portar una càrrega útil més enllà de l'òrbita terrestre baixa. En canvi, el tanc extern del transbordador espacial sempre s'incloïa i s'utilitzava cada cop que es llançava un transbordador.

Un remolcador espacial és un tipus de nau espacial que s'utilitza per transferir càrrega espacial d'una òrbita a una altra amb diferents característiques energètiques. El terme pot incloure etapes superiors d'un sol ús o naus espacials que no necessàriament formen part del seu vehicle de llançament. Tanmateix, també es pot referir a una nau espacial que transporta càrrega útil que ja és a l'espai a una altra ubicació a l'espai exterior, com ara en el concepte de Sistema de Transport Espacial . Un exemple seria moure una nau espacial d'una òrbita terrestre baixa (LEO) a una òrbita d'energia superior com una òrbita de transferència geoestacionària, una transferència lunar o una trajectòria d'escapament .
El terme s'utilitza sovint per referir-se a vehicles espacials reutilitzables. Alguns remolcadors espacials proposats o construïts anteriorment inclouen la proposta STS de la NASA dels anys 70 o el Parom rus proposat, i de vegades s'ha utilitzat per referir-se a etapes superiors d'un sol ús, com ara Fregat, Sherpa de Spaceflight Industries i l' etapa superior inercial, quan aquestes etapes són opcionals.

## Context
El remolcador espacial va ser concebut per primera vegada en l'era posterior a la Segona Guerra Mundial, com un vehicle de suport per a una estació espacial permanent en òrbita terrestre. Va ser utilitzat per l'escriptor de ciència-ficció Murray Leinster com a títol d’una novel·la publicada l’any 1953, com a seqüela de Space Platform, una altra novel·la sobre aquesta mena d’estació espacial.

## Remolcadors espacials existents
Els remolcadors espacials es poden classificar segons diverses característiques:
- Grans remolcadors: s'acoblen a satèl·lits en òrbita i poden realitzar serveis com ara provisionament de combustible, reparacions o millores, així com canvis d'òrbita, ja sigui per allargar-ne la seva vida útil o per treure'l de l'òrbita.
- Etapes opcionals de llançament de coets utilitzades per col·locar algunes càrregues útils en òrbites més altes. Un exemple seria el Photon Satellite Bus, però això podria considerar-se només part del sistema de coets en lloc d'un remolcador espacial i aquest article no les considera realment en detall.
- Remolcadors més petits que són principalment desplegadors de cubesats amb certa propulsió per desplegar els cubesats a diferents òrbites.

### Grans remolcadors que atraquen

#### Vehicle d'extensió de la missió
El 2011, ViviSat, un projecte conjunt entre US Space i ATK, va proposar el Mission Extension Vehicle . El 2016, ViviSat es va dissoldre quan US Space es va declarar en fallida i ATK es va fusionar amb Orbital Science Corporation per formar Orbital ATK . El 2017, Orbital ATK va obtenir el vistiplau de la FCC per començar el desenvolupament de la nau espacial amb el nou soci Northrop Grumman, que estava desenvolupant un remolcador propi. El juny de 2018, ambdues empreses van unir els seus recursos i es van fusionar per formar una nova empresa anomenada Northrop Grumman Innovation Systems . El 9 d'octubre de 2019, el MEV-1, va ser llançat des del cosmòdrom de Baikonur, al Kazakhstan, en un coet Proton-M . El febrer de 2020, el MEV-1 es va acoblar amb èxit a l'Intelsat 901 i el va tornar a l'òrbita geoestacionària, fet que li va permetre allargar 4 anys més la seva vida útil. El MEV-1 continuarà mantenint aquesta posició durant un període de 5 anys, després del qual tornarà a moure el satèl·lit a una òrbita cementiri per a la seva retirada. El MEV-2 es va llançar el 15 d'agost de 2020 amb el Galaxy 30 en un Ariane 5 per realitzar una maniobra similar amb l'Intelsat-1002 .

#### Shijian-21
Entre desembre de 2021 i gener de 2022, el satèl·lit xinès dedicat a la mitigació de deixalles espacials Shijian-21, es va acoblar al desaparegut satèl·lit de navegació Beidou-2 G2 per alterar dràsticament la seva òrbita geoestacionària, demostrant unes capacitats que, fins aleshores, només havia mostrat els Estats Units.

### Remolcadors i dispensadors més petits

#### SHERPA
SHERPA és un dispensador de satèl·lits comercials desenvolupat per Andrews Space, una subsidiària de Spaceflight Inc. SHERPA permet ampliar les capacitats del Spaceflight Secondary Payload System (SSPS) incorporant subsistemes de propulsió i generació d’energia. Això dona lloc a un remolc propulsiu dedicat a maniobrar fins a una òrbita òptima per col·locar càrregues útils secundàries i allotjades. El vol inaugural de dues variants no propulsades del dispensador va tenir lloc el desembre del 2018, a bord d'un coet Falcon 9. Aquest vol va desplegar 64 petits satèl·lits de 17 països diferents.

#### Portador de satèl·lits ION
D-Orbit és empresa italiana de transport i logística espacial, la qual va desenvolupar el portasatèl·lits InOrbit NOW ION . El primer llançament es va dur a terme el 3 de setembre de 2020, a bord del coet Vega, tot i que els llançaments posteriors s'han dut a terma a bord de les missions SpaceX Falcon 9 Transporter. El 3 de gener de 2023, l'empresa va llançar el setè i el vuitè vehicle a bord de la missió SpaceX Transporter-6.

#### ESPA propulsiu de llarga durada (LDPE)
LDPE es basa en un adaptador de càrrega útil de Northrop Grumman per tal d'ajudar a connectar l'etapa superior al satèl·lit principal, a més d'allotjar algunes ranures per a altres satèl·lits petits . Tanmateix, tot el sistema s'alimenta gràcies al bus de satèl·lits ESPAStar, que s'encarrega del consum i la distribució d'energia, així com de la propulsió, convertint-lo en un remolcador espacial completament operatiu capaç de desplegar diferents càrregues útils en diferents òrbites. ESPAStar pot allotjar 6 càrregues útils de satèl·lits petits, les quals sumen un total de 1.920 kg. El sistema també és capaç de proporcionar un delta-V de 400 m/s, proporcionat a través d'un mòdul de propulsió d'hidrazina.
El primer LDPE es va llançar el 7 de desembre de 2021 a bord d'un coet Atlas V, com a part de la missió STP-3. El segon llançament es va dur a terme l'1 de novembre de 2022, com a part de la missió USSF-44, en un coet Falcon Heavy. Més endavant, durant la missió USSF-67 del 15 de gener de 2023, es va produir el seu tercer llançament.

#### Vigoride de Momentus Space
Momentus Space desenvolupa diferents versions de remolcadors espacials centrant-se en grans canvis de velocitat al llarg d'1 km/s. Dues missions de demostració de la seva plataforma Vigoride van tenir lloc el 25 de maig de 2022 i el 3 de gener de 2023, i les proves clau es van dur a terme durant el 2022. Momentus Space es va fer àmpliament coneguda a l'octubre de 2020 quan va arribar a un acord d'inversió SPAC amb Stable Road Acquisition Corp que valorava l'entitat combinada en més de mil milions de dòlars.

#### Epic Aerospace
El Chimera LEO 1 d'Epic Aerospace es va llançar el 3 de gener de 2023.

#### Launcher
Cap al 15 de juny de 2021, van aparèixer informes sobre l'Orbiter, el remolcador espacial de Launcher . Llançat tant amb el seu propi coet com amb el Falcon 9 de SpaceX, ofereix una capacitat de càrrega útil de 150 quilograms, ja sigui per a 90 unitats de CubeSat o per a satèl·lits més grans que utilitzen sistemes de separació estàndard per a petits satèl·lits. Amb un sistema de propulsió química que utilitza etilè i òxid nitrós com a propel·lents, és capaç d'assolir 500 metres per segon de delta-v, o més amb dipòsits de combustible addicionals. L'Orbiter SN1 es va llançar el 3 de gener de 2023 i, posteriorment, quan Launcher va ser adquirida per l'empresa VAST, el programa Orbiter es va cancel·lar.

#### Impulse Space
El novembre de 2023, Impulse Space va llançar amb èxit Mira, un remolcador espacial de 300 kg, durant la missió Transporter-9 de SpaceX , per desplegar satèl·lits i realitzar proves del seu sistema de propulsió. Es preveuen futures missions per a la Transporter-11 i la Transporter-12.

## Conceptes inicials - Sistema de transport espacial de la NASA

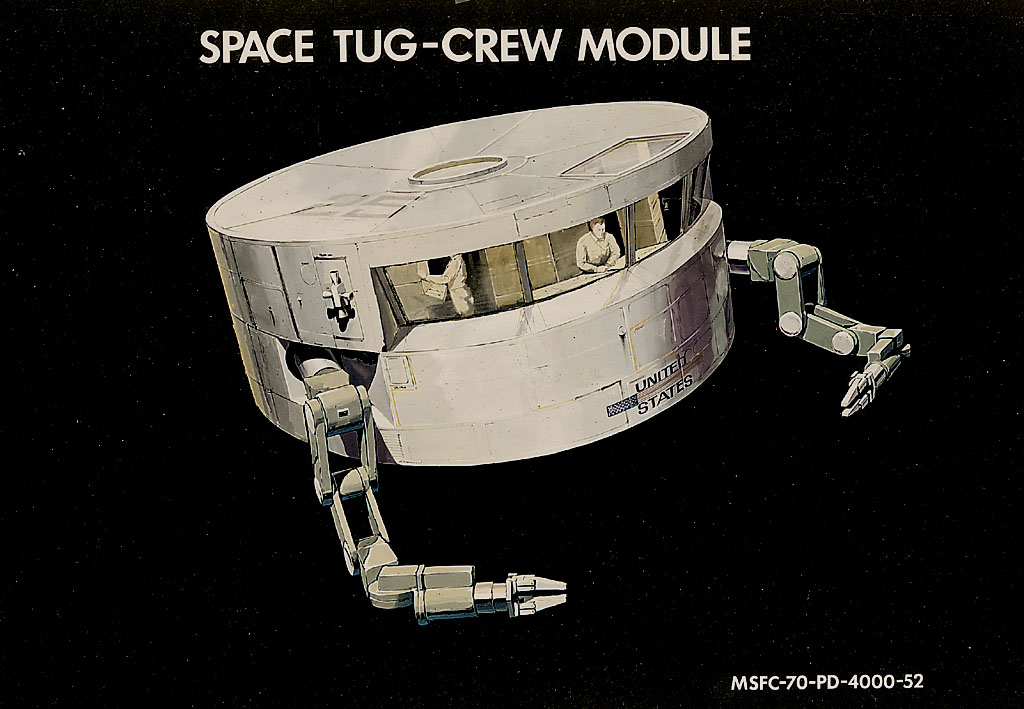
Concepte de mòdul de tripulació de remolcador espacial

A finals dels anys 60 i principis dels 70, la NASA va estudiar un remolcador espacial reutilitzable com a part d'un Sistema de Transport Espacial (STS) reutilitzable. Aquest consistia en un mòdul de propulsió bàsic, al qual es podia connectar un mòdul de la tripulació o una altra càrrega útil. Es podien afegir potes opcionals per aterrar càrregues útils a la superfície de la Lluna . Això, juntament amb tots els altres elements de l'STS excepte el transbordador espacial, mai es va finançar després de les retallades al pressupost de la NASA durant la dècada de 1970 arran del programa Apollo .

## Era del transbordador espacial

### Etapes superiors fungibles
El programa del transbordador va complir el paper de transferència orbital d'alta energia mitjançant el desenvolupament  d'un mòdul d'assistència de càrrega útil d'una sola etapa alimentat per combustible sòlid i una etapa superior inercial de dues etapes. 
També es va desenvolupar una etapa Centaur-G més potent, que s'alimentava amb hidrogen líquid, per al seu ús al transbordador, però es va cancel·lar per ser massa perillosa després del desastre del Challenger .

### Vehicle de maniobra orbital
La NASA va estudiar un altre disseny de remolcador espacial, anomenat Orbital Maneuvering Vehicle (OMV), en el marc dels seus plans per a l'Estació Espacial Freedom. El paper de l'OMV hauria estat un vehicle espacial reutilitzable capaç de recuperar satèl·lits, com el Hubble, i portar-los a la Freedom per ser reparats o recuperats, o bé per donar servei a plataformes orbitals no tripulades.  L'any 1984, es van iniciar els estudis preliminars de disseny de l'OMV mitjançant un procés competitiu d'adjudicació, amb estudis de sistemes realitzats per TRW, Martin Marietta Aerospace i LTV Corporation.

## Propostes del segle XXI

### Parom
La corporació russa RKK Energia va proposar un remolcador espacial anomenat Parom l'any 2005, que podria ser utilitzat per transportar tant el vehicle tripulat Kliper com mòduls de càrrega no tripulada i els mòduls de d'aprovisionament de combustible a l'ISS. Mantenir el remolcador en òrbita hauria permès que el Kliper fos menys massiu, cosa que hauria facilitat el seu llançament amb un coet impulsor més petit que el disseny original del Kliper.

### VASIMR
El coet de plasma elèctric VASMIR podria ser utilitzat per impulsar un remolcador espacial d’alta eficiència, utilitzant només 9 tones de propel·lent d'argó per fer un viatge d’anada i tornada a la Lluna, transportant 34 tones de càrrega des de l’òrbita terrestre baixa fins a l’òrbita lunar baixa. L'any 2014, l’empresa Ad Astra Rocket Company havia presentat una proposta conceptual per utilitzar aquesta tecnologia per a la fabricació d'un remolcador espacial.

### PAM-G
L'ISRO ha desenvolupat una etapa superior anomenada PAM-G (Payload Assist Module for Geosynchronous Satellite Launch Vehicle), capaç d'impulsar càrregues útils directament cap a òrbites MEO o GEO des d'òrbites terrestres baixes (LEO). El PAM-G funciona amb un motor de líquid hipergòlic amb capacitat de reinici, derivat de la quarta etapa del Polar Satellite Launch Vehicle (PSLV). A partir del 2013, l'ISRO ja havia desenvolupat l'estructura, els sistemes de control i els motors del PAM-G i havia dut a terme proves en calent. El PAM-G constituiria la quarta etapa del vehicle de llançament GSLV Mk2C, situant-se a sobre de la [./Https://en.wikipedia.org/wiki/CE-7.5 tercera etapa criogènica] del GSLV.

### Jupiter
Lockheed Martin va presentar una proposta conceptual a la NASA l’any 2015 per a un disseny anomenat [./Https://en.wikipedia.org/wiki/Jupiter_(spacecraft) Jupiter Space tug] (remolcador espacial Jupiter), basat en els dissenys de dues naus espacials prèvies de Lockheed Martin —la Mars Atmosphere and Volatile Evolution Mission (MAVEN) i la Juno—, així com un braç robòtic de MDA derivat de la tecnologia utilitzada en el Canadarm, el braç robòtic usat anteriorment al transbordador espcial (Space Shuttle). A més del propi remolcador espacial Jupiter, la proposta de Lockheed incloïa l’ús d’un nou mòdul de transport de càrrega de 4,4 metres de diàmetre anomenat Exoliner, destinat a portar càrrega fins a l'Estació Espacial Internacional (ISS). L'Exoliner es basa en el vehicle de transferència automatitzada (Automated Transfer Vehicle, ATV)  desenvolupat anteriorment per l'Agència Espacial Europea (ESA) durant la dècada del 2000, i havia de ser desenvolupat conjuntament amb Thales Alenia Space. Tanmateix, la NASA no va acceptar finançar el desenvolupament de Jupiter, i Lockheed Martin no està desenvolupant el remolcador amb capital privat.

### Etapes de transferència d'Artemis
Un dels mòduls d’aterratge lunar proposats dins del Programa ARTEMIS de la NASA és un disseny de tres etapes parcialment reutilitzable. Un dels elements principals d’aquest sistema és una etapa de transferència que permeti moure el mòdul d'aterratge des de l'òrbita del Lunar Gateway fins a una òrbita baixa lunar. Les versions futures d’aquesta etapa de transferència haurien de poder tornar al Gateway per ser reabastides i reutilitzades amb un altre mòdul d'aterratge. L’empresa Northrop Grumman va proposar construir aquesta etapa de transferència basant-se en la seva nau espacial Cygnus. Tanmateix, a l’abril de 2021, la NASA va decidir seguir un enfocament diferent i no va seleccionar aquesta proposta.

### Moon Cruiser
Dissenyat per Airbus, el Moon Cruiser és un vehicle logístic lunar conceptual basat en l'ATV (Automated Transfer Vehicle) i l'ESM (European Service Module),  proposat per donar suport al Lunar Gateway. Si rep finançament, formaria part de la contribució de l’ESA (Agència Espacial Europea) al programa Lunar Gateway. A gener de 2020, el projecte es trobava fase inicial de disseny. Està previst que sigui llançat amb l’Ariane 6, tot i que també podria ser llançat amb llançadors pesants nord-americansel—el vehicle està pensat per repostar mòduls d'aterratge lunar i lliurar càrrega al l'estació Lunar Gateway. També es preveu que pugui transportar el mòdul europeu ESPRIT cap al Gateway a partir de 2025. A més, també s’ha proposat adaptar-lo com a etapa de transferència per a un mòdul d'aterratge lunar, tot i que aquestes variants no han rebut finançament fins ara.

### Remolcador espacial Skyrora
El fabricant britànic de vehicles de llançament Skyrora Ltd va compartir detalls del seu remolcador espacial (Space Tug) el 2021, revelant que podria ser utilitzat com a tercera etapa del seu coet Skyrora XL. L’empresa va publicar un vídeo del Space Tug durant una prova en directe al gener de 2021. A més de tenir la capacitat de traslladar un satèl·lit entre òrbites, el Space Tug pot dur a terme diverses operacions en òrbita, incloent-hi l'eliminació de deixalles espacials (space debris).

### Vehicle de transferència orbital Exotrail SpaceVan
El 12 d’abril de 2022, Exotrail va presentar oficialment el seu vehicle de transferència orbital anomenat SpaceVan. La missió inaugural del SpaceVan es va dur a terme l'11 de novembre del 2023, a bord d'un coet Falcon 9 durant la missió de rideshare Transporter-9, després de la signatura d'un acord de servei de llançament entre Exotrail i SpaceX. Es preveuen almenys tres missions addicionals al llarg del 2024, utilitzant diversos llançadors diferents.

### Impulse Space Helios
A més del seu vehicle Mira, que ja està en operació, Impulse Space està desenvolupant un vehicle molt més gran anomenat Helios, dissenyat per transportar càrregues útils d'entre 4.000 kg i 5.000 kg directament fins a l'òrbita geoestacionària (GEO). El primer llançament del Helios es preveu per al 2026. Aquest vehicle expandirà significativament les capacitats d’Impulse Space en missions de transferència orbital de gran envergadura.

### Atomos Space
Al gener de 2022, Atomos Space va anunciar que havia aconseguit 5 milions de dòlars en finançament, una quantitat que havia estat intentant recaptar des del 2020. L’empresa té plans per llançar dues unitats del seu vehicle de transferència orbital reutilitzable, anomenat Quark, durant el 2023.

### Firefly Aerospace
Firefly Aerospace està desenvolupant un vehicle de transferència orbital (OTV) anomenat Elytra, dissenyat per transportar càrregues útils des de l’òrbita inicial fins a òrbites finals més específiques. Aquest remolcador espacial està pensat per volar a bord del coet Alpha de Firefly Aerospace, amb el primer llançament previst per al 2024.

### Space Machine's Optimus
A l'octubre de 2022, Space Machines va anunciar un acord amb Arianespace per produir el remolcador espacial Optimus-1, amb l'objectiu de llançar-se amb el Falcon 9 de SpaceX durant segon trimestre del 2023.

### Remolcadors Reliant d'Exolaunch
Els Remolcadors orbitals Reliant d'Exolaunch disposen de dues versions: l'estàndard i la professional (pro). Aquestes plataformes de transferència orbital estan dissenyades per transportar satèl·lits a òrbites específiques després del llançament inicial, millorant la precisió i l'eficiència  en la col·locació de càrregues útils. Segons els plans anunciats, les proves i la qualificació en vol del sistema Reliant estaven programades per començar l'any 2022 aprofitant les missions de llançament compartit (rideshare) d'SpaceX.

### Lexi d'Astroscale
L'empresa Astroscale està desenvolupant el sistema Life Extension In-Orbit (LEXI).

### Orbit Fab
Orbit Fab està intentant desenvolupar una cadena de subministrament de propel·lent a l'espai amb l'objectiu de proporcionar "estacions de servei a l'espai". L'11 de gener de 2022 es va anunciar que havien arribat a un acord per l'aprovisionament de combustible per al sistema Life Extension In-Orbit (LEXI) d'Astroscale.

### Common Centaur d'ULA com a SpaceTug
L'Arquitectura Lunar Flexible per a l'Exploració (FLARE) és un concepte destinat a transportar una tripulació de quatre persones a la superfície luanr per a una estada mínima de set dies i retornar-los posteriorment a la Terra de manera segura. Un component clau de FLARE és el Centaur Comú modificat d'ULA (Common Centaur), utilitzat com a remolcador espacial (space tug) per lliurar un mòdul d'aterratge humà no tripulat en òrbita lunar i per ajudar la càpsula Orion de la NASA en el retorn de la tripulació cap a la Terra.

### Pushpak OTV
El 9 d'octubre de 2024, l’empresa emergent índia Bellatrix Aerospace i l’agència NewSpace India Limited van signar un contracte per a la integració del Pushpak Orbital Transfer Vehicles (OTV) en futures missions de llançament. El Pushpak OTV està dissenyat per realitzar maniobres en òrbita, permetent desplaçar els satèl·lits cap a altres òrbites amb més precisió i eficiència. Segons Bellatrix Aerospace, llançar un satèl·lit amb un vehicle dedicat per a microsatèl·lits o nanosatèl·lits té un cost aproximat de 45.000 dòlars/kg, mentre que amb el Pushpak, aquest cost es redueix a 25.000 dòlars/kg per a òrbites terrestres baixes. A més, el Pushpak pot facilitar missions futures a l'espai profund, canvis d'inclinació orbital, missions de transferència a òrbites GEO i seqüències de desplegament en múltiples òrbites. Està pensat per assistir Nanosatèl·lits i CubeSats en l'assoliment de les seves òrbites finals. El primer llançament està previst per a l'any 2026.